# EC 1.5.3
La EC 1.5.3 è una sotto-sottoclasse della classificazione EC relativa agli enzimi. Si tratta di una sottoclasse delle ossidoreduttasi che include enzimi che agiscono su donatori di elettroni con gruppi CH-NH utilizzando ossigeno come accettore. 

## Enzimi appartenenti alla sotto-sottoclasse
| numero EC   | nome accettato                                           |
| ----------- | -------------------------------------------------------- |
| EC 1.5.3.1  | sarcosina ossidasi                                       |
| EC 1.5.3.2  | N-metil-L-amminoacido ossidasi                           |
| EC 1.5.3.3  | Cancellata                                               |
| EC 1.5.3.4  | N6-metil-lisina ossidasi                                 |
| EC 1.5.3.5  | (S)-6-idrossinicotina ossidasi                           |
| EC 1.5.3.6  | (R)-6-idrossinicotina ossidasi                           |
| EC 1.5.3.7  | L-pipecolato ossidasi                                    |
| EC 1.5.3.8  | Cancellata, incorporata in EC 1.3.3.8                    |
| EC 1.5.3.9  | Convertita in EC 1.21.3.3                                |
| EC 1.5.3.10 | dimetilglicina ossidasi                                  |
| EC 1.5.3.11 | poliammina ossidasi                                      |
| EC 1.5.3.12 | diidrobenzofenantridina ossidasi                         |
| EC 1.5.3.13 | N1-acetilpoliammina ossidasi                             |
| EC 1.5.3.14 | poliammina ossidasi (forma 1,3 diamminopropano)          |
| EC 1.5.3.15 | N8-acetilspermidina ossidasi (forma 1,3 diamminopropano) |
| EC 1.5.3.16 | spermina ossidasi                                        |
| EC 1.5.3.17 | poliammina ossidasi non specifica                        |
| EC 1.5.3.18 | L-saccaropina ossidasi                                   |
| EC 1.5.3.19 | 4-metilamminobutanato ossidasi (forma formaldeide)       |
| EC 1.5.3.20 | N-alchilglicile ossidasi                                 |
| EC 1.5.3.21 | 4-metilamminobutanato ossidasi (forma metilammina)       |